# Iglesia de Nuestra Señora de los Desamparados (El Tormo, Cirat)
La iglesia parroquial de Nuestra Señora de los Desamparados, localizada en la pedanía de El Tormo, en Cirat, en la comarca del Alto Mijares es un lugar de culto catalogado como Bien de relevancia local, según la Disposición Adicional Quinta de la Ley 5/2007, de 9 de febrero, de la Generalidad Valenciana, de modificación de la Ley 4/1998, de 11 de junio, del Patrimonio Cultural Valenciano (DOCV Núm. 5.449 / 13/02/2007), con código identificativo: 12.08.046-005.
Pertenece al arciprestazgo 9, conocido como de Nuestra Señora Virgen de la Esperanza, con sede en Onda, del Obispado de Segorbe-Castellón.